# Ohrada (usedlost)
Ohrada (Jednorožcová, Wolfová) je zaniklá usedlost v Praze 3-Žižkově. Stála téměř uprostřed ulice Hartigova v západní části křižovatky Ohrada. Kromě této křižovatky jsou po ní pojmenovány ulice Na Ohradě a Nad Ohradou.

## Historie
Vinice v místech Ohrady byla založena na přelomu 14. a 15. století. Od prvního doloženého majitele Pavlíka Svachova z Újezdce ji koupil kramář Zikmund od Jednorožce, poté ji držel kramář Jan Wolf. Roku 1455 je již vinice uváděna pod názvem Ohrada s rozlohou 36 strychů. Rozkládala se jižně od vídeňské silnice jihozápadně od sousední usedlosti Pražačka.
Usedlost je doložena k roku 1785. Tvořily ji tři budovy – jedna na půdorysu písmene „L“, na ní navazovala protáhlá budova, třetí stavení na čtvercovém půdorysu stálo stranou. K roku 1908 jsou uváděni jako majitelé manželé Hlaváčkovi, Kaslovi a Oppelovi.
Silnice zde původně tvořila oblouk, od Ohrady vedla severozápadně k Pražačce a za ní se vracela zpět do původní linie. Při výstavbě v okolí obou usedlostí a zavedení elektrické dráhy z Prahy do vozovny Vápenka byla v 1. polovině 20. století ulice napřímena a stavení se tak dostalo na její severní stranu. Jako první byly vykoupeny pozemky, později i usedlost, která byla časem zbořena.